# 회색뺨망가베이
회색뺨망가베이(Lophocebus albigena)는 구세계원숭이에 속하는 볏망가베이의 일종이다. 중앙아프리카의 숲에서 발견된다. 이들의 분포 지역은 카메룬에서 가봉까지 지역에 걸쳐 있다. 회색뺨망가베이는 일종의 어두운 색깔의 원숭이로, 전체적인 모습이 작은 털을 지닌 개코원숭이처럼 보이기도 한다. 가는 갈색 털은 이들이 사는 숲에서 거의 검은 색이고, 목 둘레에 연한 적갈색/황금색 갈기가 있다. 암수는 서로 비슷하지만 수컷이 암컷보다 약간 크다.
회색뺨망가베이는 중앙아프리카 숲의 다양한 서식지에서 살고, 일반적으로 습지나 1차 숲에서 사는 것으로 생각되지만, 일부 지역에서는 2차 숲에서 발견되기도 한다. 과거에 이 종에 대해 기록한 일부 저자들은 숲의 캐노피에 제한적으로 사는 것으로 간주했으나, 좀 더 최근에 숲 하부에서 먹이를 찾는 개체군이 관찰된 바 있다. 이들의 먹이는 주로 과일, 특히 무화과속(Ficus)의 무화과이며, 계절에 따라 다른 과일을 먹을 뿐만 아니라 새싹이나 꽃 그리고 곤충을 먹기도 한다.

## 생활
회색뺨망가베이는 5마리에서 30마리씩 군집 생활을 한다. 각 무리는 한 마리의 지배적인 수컷이 없이, 수컷이 한 마리이거나 (더 일반적으로) 여러 마리로 이루어져 있다. 새끼 수컷은 성숙해지면 무리를 떠나, 다른 무리에 합류하는 반면에, 암컷은 자신이 태어난 무리에 머무른다. 무리가 너무 커질 경우에는 나뉠 수도 있다. 집단끼리 조우하는 것은 드물며, 이 망가베이도 통상적으로 다른 집단을 피할 것이다. 이들은 수 제곱킬로미터의 영역을 차지하며, 다른 집단과 겹치거나 시간이 지나 옮길 것이다.
이 망가베이는 이전에 3종의 아종이 기록되었다. 2007년에 콜린 그로브스는 이들을 모두 종 레벨로 승격시켰으며, 한 종(johnstoni)은 2종으로 쪼갰다.